# Segismundo Rákóczi
Barón Segismundo Rákóczi de Felsővadász (en húngaro: Rákóczi Zsigmond) (c. 1555-5 de diciembre de 1608). Perteneció a la familia más poderosa de su tiempo en Hungría y fue Príncipe de Transilvania (1607 - 1608). Antes de su muerte renunció al título de Príncipe de Transilvania para Gabriel Báthory.

## Biografía

### Su carrera Militar
Segismundo Rákóczi nació en una familia noble cerca de 1544 en Felsővadász. Su padre fue Juan Rákóczi, alispán de la provincia de Zemplén y su madre fue Sara Némethy. Segismundo comenzó su carrera militar en Eger y en 1572 se volvió capitán de la fortaleza de Szendrő. En 1575 fue comandante del ejército que apoyaba a Gaspar Békes, quien había sido nombrado Príncipe de Transilvania e intentaba aserse del poder. Posteriormente, en 1587 fue nombrado capitán de la ciudad de Eger y en 1588 venció a los turcos en la batalla de Szinkró; por esta batalla obtuvo el rango de Barón donado por el rey de Hungría, Rodolfo II del Sacro Imperio Romano Germánico de 28 de agosto de 1588. En 1593 retomó los castillos de Szabadka y Fülek de manos de los turcos y en 1594 luchó en la batalla de Tur y en 1596 en el asedio de Hatvan.
En 1598 sirvió bajo Giorgio Basta como caballero y en 1604 se unió al alzamiento de Esteban Bocskai apoyándolo. Pronto Bocskai lo nombró gobernador de Transilvania, teniendo el cargo más alto después del de Príncipe. Para la muerte de Bocskai el 29 de diciembre de 1606, Segismundo Rákóczi resultaba ser el noble el más prometedor para suceder al fallecido monarca.

### Príncipe de Transilvania
El testamento de Bocskai rezaba que Valentín Homonnai Drugeth sería el sucesor, un reconocido militar y noble húngaro, a quien los otomanos también apoyaban. Sin embargo tanto Homonnai Drugeth como Gabriel Báthory, quien también era un cantidato posible, fueron acompañando el cortejo fúnebre de Bocskai desde Kassa hasta Gyulafehérvár. Esto fue un error terrible y ene ste tiempo Segismundo Rákóczi tomó ventaja para ser nombrado Príncipe de Transilvania por la Gran Asamblea el 11 de febrero de 1607.
De inmediato Rákóczi comenzó a otorgar privilegios y restituirle los suyos a los székely y pronto obtuvo cierta aprobación entre la nobleza húngara transilvana. Apoyó intensamente todos los movimientos protestantes en Transilvania, expulsó a los jesuitas y promovió la publicación de la traducción de la Biblia al húngaro de Gáspár Károli. Por otra parte se opuso al joven Gabriel Báthory, quien había planteado al posibilidad de pactar con los Habsburgo y el Catolicismo solo para obtener el trono de Transilvania.
Pronto el descontento comenzó a crecer y los soldados hajdú, quienes eran pastores de ganado vacuno se organizaron bajo el mando de Andrés Nagy, quien representaba a todos aquellos que tras la muerte de Bocskai habían quedado sin privilegios. Rápidamente Gabriel Báthory pactó con los que perpetraban el alzamiento y para octubre de 1607 llegó a un acuerdo con Segismundo Rákóczi. Para evitar mayores conflictos Rákóczi renunció el 5 de marzo de 1608. 
Falleció en su propiedad familiar de Felsővadász el 5 de diciembre de 1608 y la asamblea transilvana escogió como su sucesor a Gabriel Báthory.